# Nova União (MMA)
La Nova União è sia un'accademia di jiu jitsu brasiliano, sia un team di arti marziali miste con sede a Rio de Janeiro, in Brasile.
Fondata nel 1995 da André Pederneiras e Wendell Alexander, la Nova União ha prodotto diversi campioni mondiali di jiu jitsu brasiliano nonché alcuni dei più forti lottatori di MMA nelle divisioni di peso più leggere, tra questi José Aldo e Renan Barão.
Negli anni di maggior successo dei suoi lottatori nell'organizzazione UFC la squadra ha sviluppato una rivalità sportiva con il team statunitense Team Alpha Male, anch'esso formato da atleti al vertice nelle categorie dai pesi piuma in giù.
Buona parte dei suoi atleti di punta sono noti per la loro abilità nel taglio del peso, risultando di grosse dimensioni per le divisioni nelle quali combattono, e per la loro difesa dai takedown, riuscendo a neutralizzare quegli avversari che hanno nella lotta il loro punto di forza.

## Atleti di rilievo
- José Aldo - campione dei pesi piuma UFC e WEC
- Renan Barão - campione dei pesi gallo UFC
- B.J. Penn - campione sia dei pesi welter, sia dei pesi leggeri UFC
- Junior dos Santos - campione dei pesi massimi UFC
- Robson Moura -  8 x campione mondiale brazialian jiu jitsu
- Eduardo Dantas - campione dei pesi gallo Bellator e Shooto sezione Sud America
- Marlon Sandro - campione dei pesi piuma Pancrase e WVR Sengoku
- Francimar Barroso - campione dei pesi mediomassimi Shooto sezione Brasile
- Yago Bryan - campione dei pesi paglia Shooto sezione Brasile
- Johnny Eduardo
- Pedro Rizzo
- Thales Leites
- Cláudia Gadelha
- Gray Maynard
- Jussier Formiga
- TJ Grant
- Diego Nunes